# Alexander Bonsor
Alexander George Bonsor (Potesden, 7 ottobre 1851 – 17 agosto 1907) è stato un calciatore inglese, di ruolo attaccante.

## Carriera
Gioca e vince la prima edizione della FA Cup nel 1872, tra le file del Wanderers. L'anno seguente trionfa nuovamente nella FA Cup, sempre con la divisa del Wanderers. Trasferitosi all'Old Etonians, raggiunge la finale della FA Cup 1875, segnando una rete contro il Royal Engineers (1-1) ma perdendo il replay dell'incontro per 2-0. Nella stagione seguente Bonsor si ritrova nuovamente in finale, ancora una volta con la divisa dell'Old Etonians: è decisivo nella prima sfida, durante la quale sigla la rete del definitivo 1-1 contro la sua ex Wanderers. Il replay dell'incontro vede gli avversari vincere con un netto 3-0.
L'8 marzo del 1873 viene chiamato dalla Nazionale inglese per giocare una partita amichevole contro la Scozia: Bonsor firma il 2-1 parziale (la sfida si conclude sul 4-2), realizzando la seconda rete nella storia dell'Inghilterra. Nel 1875 gioca una seconda partita, nuovamente a Londra e nuovamente contro la Scozia (2-2).

## Palmarès

### Club

#### Competizioni nazionali
- Coppa d'Inghilterra: 2

Wanderers: 1871-1872, 1872-1873